# Tropidonophis spilogaster
Tropidonophis spilogaster — вид змій родини полозових (Colubridae). Ендемік Філіппін.

## Поширення і екологія
Tropidonophis spilogaster мешкають на островах Катандуанес, Полілло, Калаян і Лусон. Вони живуть в тропічних лісах, чагарникових заростях, на луках, на берегах водойм. Зустрічаються на висоті до 1200 м над рівнем моря.